# Neve Josef

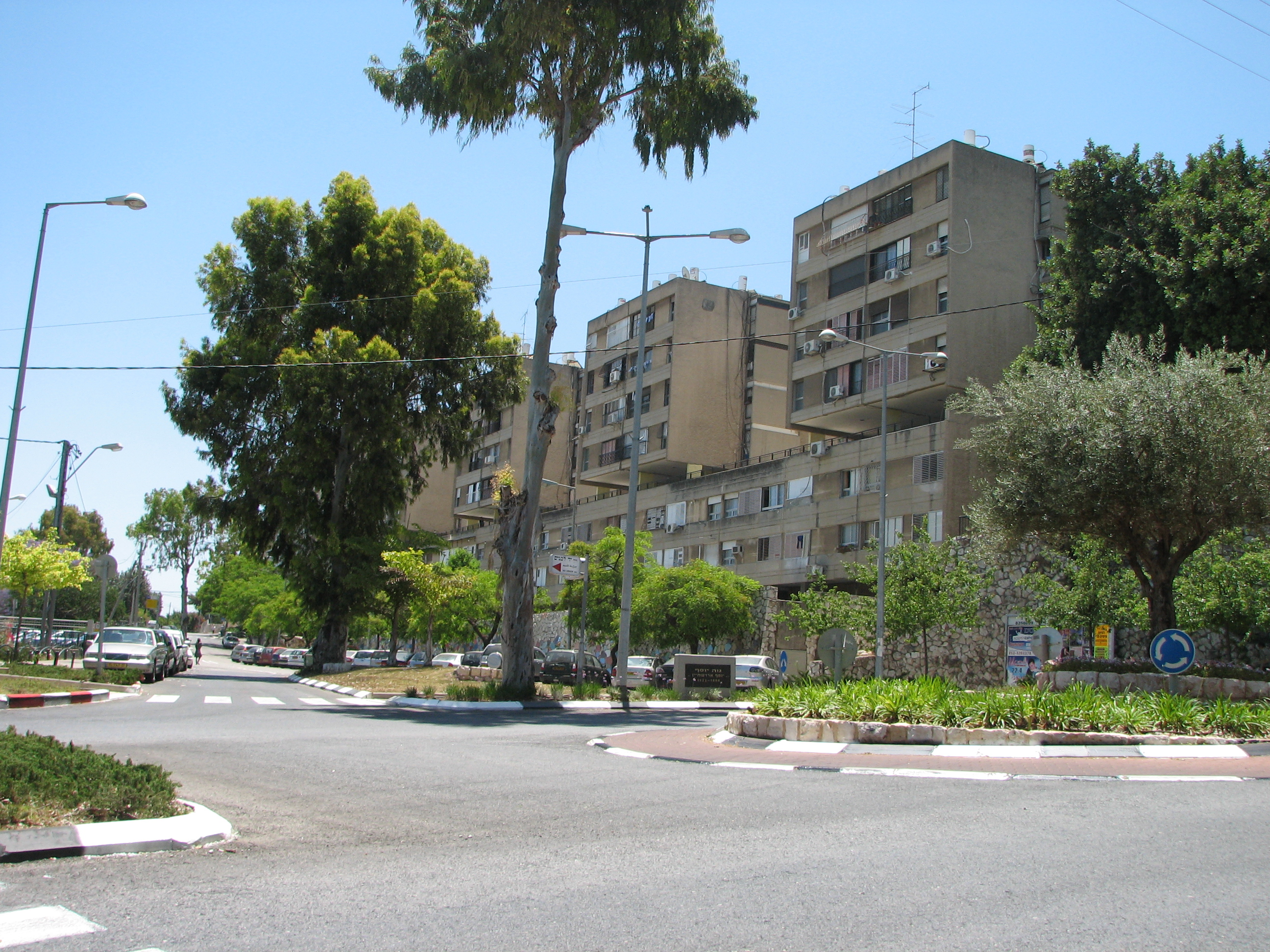
Zástavba ve čtvrti Neve Josef, křižovatka ulic Derech Jad la-Banim a Arad

Neve Josef (hebrejsky: נוה יוסף, doslova Josefova oáza) je čtvrť v jihovýchodní části Haify v Izraeli. Nachází se v administrativní oblasti Neve Ša'anan-Jizre'elija, na okraji pohoří Karmel.

## Geografie
Leží v nadmořské výšce do 150 metrů, cca 3 kilometry jihovýchodně od centra dolního města. Na jihu a jihozápadě s ní sousedí čtvrť Neve Ša'anan, na západě Tel Amal, na severu Neve Paz. Dál k severu už se prostírají průmyslové areály okolo Haifského přístavu. Zaujímá polohu na severním okraji svahů Karmelu. Hlavní dopravní osou je ulice Derech Jad la-Banim a ha-Chašmal. Zpod masivu Karmel zde vyúsťují Karmelské tunely. Populace je židovská, s nevýraznou arabskou menšinou.

## Dějiny
Byla založena v roce 1949. Osídlili ji veteráni Židovské brigády. Další bytové soubory tu vyrostly na přelomu 70. a 80. let 20. století. Rozkládá se na rozloze 0,53 kilometru čtverečního. V roce 2008 zde žilo 4 440 lidí, z toho 4 050 Židů. Další statistický okrsek Neve Josef má plochu 0,29 kilometru čtverečního a nemá trvalou populaci.